# Oemar Seno Adji

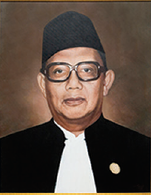
Bild des Juristen und Politikers Seno Adji.

Oemar Seno Adji (* 5. Dezember 1915 in Surakarta, Jawa Tengah, Niederländisch-Indien; † 1984) war ein indonesischer Jurist und Politiker, der unter anderem zwischen 1966 und 1973 Justizminister sowie von 1974 bis 1981 Präsident des Obersten Gerichtshofes war.

## Leben
Oemar Seno Adji absolvierte nach dem Besuch der Grundschule sowie die Mittelschule AMS (Algemene Middelbare School) in Solo ein Studium an der niederländisch-indischen Rechtshochschule (Rechtshogeschool) in Jakarta und war danach zwischen 1942 und 1950 Mitarbeiter des Justizministeriums. Während dieser Zeit absolvierte er zudem 1949 ein Studium an der Juristischen Fakultät der neu gegründeten Gadjah-Mada-Universität in Yogyakarta. Nach einer darauf folgenden Tätigkeit von 1950 bis 1950 als Staatsanwalt übernahm er 1959 eine Professur an der Juristischen Fakultät der Universität Indonesia und war zudem zwischen 1966 und 1968 auch Dekan der Juristischen Fakultät der Universität Indonesia.
Am 25. Juli 1966 wurde Oemar Seno Adji Minister für Justiz und Recht (Menteri Kehakiman dan Hukum). Anschließend fungierte er vom 17. Oktober 1967 bis zum 28. März 1973 als Justizminister (Menteri Kehakiman) in den ersten Präsidialregierungen von Staatspräsident Suharto.
Als Nachfolger von R. Soebekti übernahm er am 22. Januar 1974 den Posten als Präsident des Obersten Gerichtshofes (Mahkamah Agung Republik Indonesia) und verblieb in dieser Funktion bis zum 18. Februar 1981, woraufhin der bisherige Justizminister Mudjono seine Nachfolge antrat. Zuletzt war er von 1981 bis zu seinem Tode am 5. Dezember 1984 Rektor der Universitas Krisnadwipayana.
Sein Sohn ist der Jurist Indriyanto Seno Adji, der unter anderem 2015 Stellvertretender Vorsitzender der Korruptionsbekämpfungskommission war.